# Leonid Wieljaszew
Leonid Nikołajewicz Wieljaszew, ros. Леонид Николаевич Вельяшев (ur. 7 lipca 1856 r. w guberni twerskiej, zm. 1 kwietnia 1940 r. w Łucku) – rosyjski wojskowy (generał porucznik), emigracyjny działacz kombatancki.
W 1873 r. ukończył korpus kadetów w Połtawie, zaś w 1875 r. Nikołajewską Szkołę Kawalerii. Służył w 12 Achtyrskim Pułku Husarzy. W 1876 r. awansował na porucznika. 
W latach 1877–1878 w stopniu sztabsrotmistrza uczestniczył w wojnie rosyjsko-tureckiej. Był ranny. W 1890 r. mianowano go rotmistrzem. W 1895 r. objął dowództwo 3 Polowego Szwadronu Żandarmów. W 1896 r. został podpułkownikiem, zaś w 1900 r. pułkownikiem. Od 1901 r. dowodził 33 Iziumskim Pułkiem Dragonów. W 1907 r. w stopniu generała majora został dowódcą 2 Brygady 11 Dywizji Kawalerii. Od 1910 r. był dowódcą 1 Brygady Dywizji. W marcu 1914 r. zwolniono go do rezerwy w stopniu generała porucznika. 
Po wybuchu I wojny światowej powrócił do służby wojskowej. Znalazł się w rezerwie oficerskiej przy sztabie kijowskiego okręgu wojskowego. W październiku tego roku objął dowództwo 11 Dywizji Kawalerii. Od lipca 1915 r. dowodził V Korpusem Kawalerii. W maju 1915 r. odznaczono go Orderem św. Jerzego 4 klasy. Pod koniec 1918 r. przybył do Polski. Zamieszkał w Żytomierzu. Do 1929 r. przewodniczył Związkowi Rosyjskich Inwalidów Wojennych. Po ataku Armii Czerwonej na wschodnie tereny Polski 17 września 1939 r., został aresztowany przez NKWD. Osadzono w więzieniu w Łucku, gdzie zmarł 1 kwietnia 1940 r.